# 長吻平鰭鮠
長吻平鰭鮠（学名：Amphilius longirostris），為輻鰭魚綱鯰形目平鰭鮠科的其中一種熱帶淡水魚，其种加词“longirostris”意为“长吻的”。分布於非洲喀麥隆與赤道幾內亞淡水流域，體長可達14公分，棲息在底層水域，生活習性不明。